# Carbazool
Carbazool is een heterocyclische aromatische verbinding met als brutoformule C12H9N. De molecule bestaat uit drie ringen, een centrale pyrroolring, met aan weerszijden een benzeenring. Deze structuur vormt de achtergrond van de verouderde naam dibenzopyrrool.  De gelijkenis met fluoreen, waarin het koolstofatoom op plaats 9 vervangen is door een stikstofatoom, ligt ten grondslag aan de (ook verouderde) naam 9-azafluoreen.

## Synthese
Voor de synthese van carbazool zijn verschillende manieren beschreven.

### Borsche-Drechsel-cyclisatie
Een klassieke synthese van carbazool is de Borsche-Drechsel-cyclisatie:
In de eerste reactiestap wordt met behulp van fenylhydrazine het fenylhydrazon van cyclohexanon bereid. De tweede stap bestaat uit een door waterstofchloride gekatalyseerde omlegging en ringsluiting tot tetrahydrocarbazool. Door de reactie in azijnzuur uit te voeren zijn deze twee stappen tot een one-pot-reactie te combineren. De laatste stap van de synthese betreft de oxidatie van de tetrahydroverbinding door loodmenie tot carbazool.

### Methode volgens Graebe en Ullmann
Een andere methode is die van Graebe en Ullmann:
In de eerste stap van deze synthese wordt een N-fenyl-1,2-diaminobenzeen omgezet in zijn diazoniumzout dat direct tot een 1,2,3-triazool reageert. Bij verhoogde temperatuur vormt dit, onder uitstoting van stikstofgas, carbazool.

### Bucherer-carbazoolsynthese
Een derde synthetische benadering is die van Bucherer. In de Bucherer-carbazoolsynthese worden  carbazoolderivaten (3) bereid uit naftolen (1) en arylhydrazines (2) met natriumwaterstofsulfiet als katalysator.  De studie naar het mechanisme van deze reactie, waarbij ook de isoleerbare intermediairen onderzocht werden, dateert van 1967.
De reactie werd voor het eerst beschreven in 1908 door de Duitse scheikundige Hans Bucherer. Mechanistisch gezien is ze verwant aan de door dezelfde scheikundige ontwikkelde Bucherer-reactie.

## Eigenschappen
Het waterstofatoom aan stikstof is vrij zuur. In syntheses kan het door reactie met een sterke base vervangen worden door onder ander kalium, waarbij kaliumcarbazolaat ontstaat. Dit zout kan vervolgens omgezet worden in N-gesubstitueerde derivaten.

## Toepassingen
Carbazool wordt toegepast in de synthese van dioxazineviolet (het Pigment Violet 23) en N-ethylcarbazool.
Derivaten van carbazool worden voor diverse doeleinden onderzocht en toegepast. N-ethylcarbazool wordt bestudeerd als drager voor waterstofopslag in auto's. Een ander, het polymeer van N-vinylcarbazool, wordt toegepast als geleidend polymeer in het lichtgevoelige deel van fotokopieerapparatuur. Onder invloed van gammastraling treedt polymerisatie op in de vaste stof.

## Verwante aromatische verbindingen
- Indoline
- Indool
- Carboline